# 니시미야 신이치
니시미야 신이치(일본어: 西宮 伸一, 1952년 ~ 2012년 9월 16일)는 일본의 외교관이다.
외무성 외무심의관(경제 담당)을 거쳐 2012년 9월 11일자로 주중화인민공화국 특명전권대사로 임명됐지만 이틀 후인 9월 13일에 급성 심부전으로 쓰러져 의식불명 상태로 있다가 5일 후인 9월 16일에 부임하지 못한 채로 사망했다.

## 인물
도쿄도 출신으로 부친은 외교관이자 주잠비아 특명전권대사, 중의원 사무국 섭외부장, 주에콰도르 특명전권대사를 역임한 니시미야 하지메다.
도쿄 도립 아오야마 고등학교를 거쳐 도쿄 대학 법학부를 졸업한 후 1976년 외무성에 입성했다. 입성 후에는 영국에서 연수를 받은 후 보도과에 배속됐고 이후 외무성 아시아국 동남아시아 제1과, 외무성 북미국 북미 제2과, 주미국 일본대사관 등에서 근무했다. 1988년 8월 외무성 아시아국 중국과 수석사무관, 1991년 외무대신 관방인사과 수석사무관, 1993년 북미국 북미 제2과장, 1998년 주영국 일본대사관 홍보 담당 공사 등을 맡았다. 종합외교정책국 총무과장, 주러시아 일본대사관 참사관, 대신관방 참사관 겸 아시아 대양주국, 주중화인민공화국 공사·경제부장, 주중화인민공화국 필두공사, 주중화인민공화국 특명전권공사를 역임한 뒤 2007년부터 외무성 북미국장을 맡았다.
2010년 2월부터 뉴욕 총영사를 거쳐 같은 해 12월부터 외무심의관(경제 담당)으로 부임했다. 경제 담당 외무심의관으로 취임한 배경에는 경제 관계의 교섭에 미국이나 중화인민공화국에 인맥을 가진 니시미야가 적임자라고 판단한 적이 있다고 한다.
2012년에 중화인민공화국에서 일어난 반일 시위나 센카쿠 열도 국유화를 둘러싼 문제로 일본과 중화인민공화국의 갈등이 격화되고 있는 와중에 2012년 9월 11일자로 사실상 경질된 민간인 출신의 주중화인민공화국 특명전권대사인 니와 우이치로의 후임으로서 차기 주중 대사로 내정됐다. 10월에 예정된 주중 대사로서의 부임을 앞두고 외무성에서 외무심의관 인수인계 작업 등을 하고 있었지만 이틀 후인 9월 13일 오전 8시 46분경, 정장 차림에 가방을 든 채로 혼자서 출근하던 중 자택 근처인 시부야구 쇼토 2가 거리에서 급성 심부전으로 갑자기 쓰러져 그 곳을 지나가던 여성에 의해서 발견됐다. 여성은 경시청 시부야 경찰서에 신고하면서 니시미야는 의식불명 상태로 시부야 구에 있는 일본 적십자사 의료 센터에 긴급 이송되면서 수술을 받은 후 집중치료실에 입원했다. 경제 담당 외무심의관으로서 환태평양 경제 동반자 협정을 위한 각국과의 조정과 러시아 블라디보스토크에서 열린 아시아 태평양 경제협력체 회의에 참석, APEC에서의 노다 요시히코 총리와 후진타오 중화인민공화국 국가주석과의 비공식 회담에 동석하는 등 해외 출장이 많아지면서 매우 피곤한 모습이었다고 한다.
9월 15일에는 일본 정부가 후임 주중 대사를 물색하는 작업을 서두르겠다는 방침을 밝혔지만 다음날 9월 16일 오전에 사망했다(향년 60세). 아오야마 장의소에서 가진 영결식에서 주일본 중화인민공화국 대사 청융화 등이 참석했는데 조사를 낭독한 외무대신 겐바 고이치로는 “일중 관계는 매우 어려운 국면에 놓여 있어서 활약을 기대하고 있었다”라고 말했다. 또 영결식 전날에 열린 쓰야에는 내각총리대신 노다 요시히코도 참석했다. 사망일을 기해 일본 정부로부터 종3위에 추서됐다.

## 가족
부인 니시미야 유키코는 히로시마현 출신으로 쓰다주쿠 대학 학예학부를 졸업한 뒤 은행원으로 근무했다. 남편의 사후, 2015년부터 궁내청 동궁녀 장관으로 취임했다.

## 입사 동기
- 기테라 마사토 - 2012년부터 2016년까지 주중화인민공화국 특명전권대사를 역임했고, 2016년에 주프랑스 특명전권대사로 부임